# Iacov Hînculov
Iacov Hînculov (inițial, probabil Hîncu; în rusă Яков Гинкулов, transliterat: Iakov Ghinkulov; n. 1807/1807, Ovidiopol, Imperiul Rus – d. 1870, Sankt Petersburg, Imperiul Rus) a fost un consilier de stat, lingvist, traducător și profesor țarist de origine română. A predat la Universitatea din Sankt Petersburg, a fost dragoman al Departamentului asiatic al Ministerului Afacerilor Externe și unul dintre primii româniști ruși.

## Biografie
S-a născut în satul Ovidiopol din ținutul Tiraspol, gubernia Herson (Imperiul țarist). Inițial, a fost profesor la Seminarul Teologic din Chișinău și a participat la organizarea „școlilor Lancaster” din Basarabia.
La 30 iunie 1830, a intrat în serviciu ca traducător în departamentul asiatic al Ministerului Afacerilor Externe al Imperiului țarist, iar la 1842 a fost numit dragoman, post deținut pe parcursul anilor 1850. La 11 aprilie 1854, Hînculov a fost promovat în funcția de consilier de stat deplin.
În 1839 atunci când a fost înființat „Departamentul de limbă valaho-moldovenească” la Universitatea din Sankt Petersburg, a fost invitat să o conducă. A predat conform manualelor compilate de el. La început a avut titlul de profesor asociat, iar din 1855 a devenit profesor extraordinar. La 1858, departamentul de limbă română a fost desființat
În 1856 i s-a acordat Ordinul "Sf. Vladimir", gradul III, iar în 1863, Ordinul "Sf. Stanislav", gradul I.
După ce a servit aproximativ 35 de ani în cadrul ministerului, s-a pensionat.
A murit la 1870.

## Lucrări
- Молдавско-российский словарь („Dicționar moldo-rus”), Chișinău, 1829.
- Начертание правил валахо-молдавской грамматики („Inscripția regulilor gramaticii valaho-moldovenești”). Sankt Petersburg, 1840.
- Собрание сочинений и переводов, в прозе и стихах, для упражнения в валахо-молдавском языке, с присовокуплением словаря и собрания славянских первообразных слов, употребляемых в языке валахо-молдавском („Lucrări și traduceri colectate, în proză și versuri, pentru exercițiu în limba valaho-moldovenească, cu adăugarea unui dicționar și a unei colecții de cuvinte primare slave folosite în limba valaho-moldovenească”). Sankt Petersburg, 1840.
- Выводы из валахо-молдавской грамматики („Concluzii din gramatica valaho-moldovenească”). Sankt Petersburg, 1847 (semnat cu inițialele Я. Г.).
- Карманная книжка для русских воинов в походах по княжествам Валахии и Молдавии („Carte de buzunar pentru soldații ruși în campaniile din principatele Țării Românești și Moldovei”). Sankt Petersburg, 1854.